# Астрал 3
«Астрал 3» (англ. Insidious: Chapter 3) — фильм ужасов о сверхъестественном 2015 года, написанный и снятый Ли Уоннеллом. Это приквел к фильмам «Астрал» (2010) и «Астрал: Глава 2» (2012), а также третий фильм из серии фильмов «Астрал». В фильме снимаются Дермот Малруни и Стефани Скотт, а Ангус Сэмпсон, Уоннелл и Лин Шэй повторяют свои роли из предыдущих фильмов.
К сентябрю 2013 года было объявлено о третьей части серии «Астрал», в котором Уоннелл подписал контракт на возвращение в качестве сценариста, а Джейсон Блум и Орен Пели приступили к продюсированию. Основные съемки начались в июле 2014 года в Лос-Анджелесе и завершились в августе.
«Астрал 3» была выпущена в США 5 июня 2015 года компанией Gramercy Pictures, а в России 4 июня 2015 года. Фильм получил неоднозначные отзывы критиков, однако стал успешным в прокате, собрав более 113 миллионов долларов при бюджете в 11 миллионов долларов. Прямой сиквел, «Астрал 4: Последний ключ», вышел в январе 2018 года.

## Сюжет
За несколько лет до случая Ламбертов, вышедшая на пенсию демонолог Элис Рейнер неохотно использует свои способности, чтобы связаться с умершей год назад Лилит — матерью девушки Куинн Бреннер. Тем не менее она настоятельно призывает Куинн не пытаться снова связаться с матерью, почувствовав злобную силу.
После прослушивания в школе искусств Куинн видит таинственную фигуру, которая машет ей издалека на улице. Отвлeкшись на неё, она случайно попадает под машину, получает переломы обеих ног и переживает клиническую смерть. Теперь, прикованная к инвалидной коляске и постоянно находясь в доме со своим отцом Шоном и братом Алексом, Куинн начинает испытывать на себе влияние все более тревожных паранормальных явлений, в том числе видит темного духа в кислородной маске, так называемого «Того, кто не может дышать» — ту самую фигуру, которая вызвала её несчастный случай.
Шон пытается убедить Элис, которая, как и он, все ещё огорчена потерей своего мужа Джека, помочь его дочери, но Элис отказывает, заявив, что её предыдущие посещения «Дальнего» мира темных духов заставили её понять, что за ней охотится злой дух женщины, который угрожает ей смертью, если она продолжит посещать «Дали». Тем не менее, её друг и бывший коллега Карл убеждает Элис продолжить использовать свои духовные способности для помощи людям, напоминая ей о её успешном деле с юным Джошем Ламбертом в 1986 году и заявив, что она сильнее любых духов или демонов, потому что она жива, а они нет.
Тем временем после отказа Элис Алекс предлагает отцу позвать видеоблогеров-демонологов Спекса и Такера с Интернета. Во время их исследования демон всё более овладевает Куинн, и теперь она, наполовину одержимая демоном, пытается атаковать Шона, Спекса и Такера. Принимая Спекса и Такера за некомпетентных мошенников, Шон собирается выгнать их, но тут появляется Элис. Зная, что целью демона является заманить потенциальных жертв в «Дальний» мир и забрать всю их жизненную силу, Элис решает войти в мир духов, с помощью Спекса и Такера, которые должны записывать все действия и слова Элис.
С помощью духа-жертвы «Того, кто не может дышать», Элис входит в потустороннее, где видит души узниц демона и встречает преследующую её Старуху, которую удаётся одолеть. После этого она видит своего покойного супруга, предлагающего ей покончить с собой опасной бритвой ради того, чтобы они навсегда были вместе. Однако Элис полоснёт его бритвой по лицу, ибо её муж никогда бы не предложил такого варианта, а его облик принял сам «Тот, кто не может дышать». После того, как она ненадолго избавляется от него, Элис находит Куинн и пытается её спасти, но возвращается в материальный мир одна и понимает, что Куинн должна победить его сама. Чтобы помочь Куинн противостоять демону, Элис передает сообщение от недавно скончавшейся соседки Бреннеров о письме Лилит для Куинн, которое она должна была прочитать после окончания школы, но решила передать его раньше времени, вложив в личный дневник Куинн, чтоб связаться с дочкой.
Затем появляется дух Лилит и помогает Куинн полностью взять под контроль свое тело и победить «Того, кто не может дышать», после чего Куинн, наконец покидает «Дальний» мир навсегда. Элис передает семье прощальные слова от духа Лилит.
После успешного дела Бреннеров, Элис решает вновь взяться за свое дело и предлагает Спексу и Такеру сотрудничество.
Элис приходит домой, видит аккуратно разложенную на кровати жилетку покойного мужа. Она уверена, что всё страшное позади, но вдруг её кокер-спаниель видит кого-то в темноте и начинает лаять. Элис замечает какую-то фигуру. Как только она понимает, что это что-то зловещее, за её плечом внезапно возникает Демон с огненным лицом.

## В ролях
- Лин Шэй — Элис Райнер
- Дермот Малруни — Шон Бреннер
- Стефани Скотт — Куинн Бреннер
- Энгус Сэмпсон — Такер
- Ли Уоннелл — Спекс
- Эштон Мойо — Гектор
- Стив Култер — Карл
- Хейли Кийоко — Мэгги

## Производство
15 сентября 2013 года, Ли Уоннелл сообщил что возвращается к работе над третьей частью фильма в качестве сценариста, а также то, что Джейсон Блум и Орен Пели тоже вернутся в проект. Когда у него спросили, об участии в третьей части актёра Патрика Уилсона, Ли Уоннелл ответил, что не знает как можно продолжить историю, а также сказал, что его история закончена. 13 ноября 2013 года Focus Features и Stage 6 Films объявили о том, что датой выхода фильма выбрано 29 мая 2015 года.
11 марта 2014 года Screen Rant сообщил, что третья часть трилогии не будет связана с историей семьи Ламберт. Особое внимание будет уделено новой семье. Также было объявлено о том, что Ли Уоннелл и Энгус Сэмпсон вернутся в проект в качестве охотников за привидениями Спекса и Такера вместе с Элис.

## Отзывы и оценки
На вебсайте-агрегаторе обзоров Rotten Tomatoes указан рейтинг одобрения 58 % на основе 130 обзоров и средний рейтинг 5,6/10. Критический консенсус сайта гласит: «Глава 3 не так ужасна, как оригинал, хотя она может похвастаться удивительной тематической глубиной и оживлена еще одним прекрасным исполнением Лин Шэй». На Metacritic фильм получил 52 балла из 100 по мнению 26 критиков, что указывает на «смешанные или средние отзывы». В опросах CinemaScore зрители поставили фильму среднюю оценку «B+» по шкале от A+ до F.
Дэниел Крупа из IGN присвоил ему 7,1 балла из 10, заявив, что «Астрал 3 — самая сфокусированная, темная и жуткая часть серии на сегодняшний день». Скотт Фундас из Variety дал фильму отрицательную рецензию, заявив: «Главное из того, что происходит ночью в „Астрал 3“, — это сам фильм — глухо скучный приквел к очень приятному (и очень прибыльному) демоническому фильму Джеймса Вана». Джастин Лоу из The Hollywood Reporter дал положительный отзыв о фильме, сказав: «Астрал 3» предлагает симпатичного молодого главного героя и ключевых второстепенных персонажей из предыдущих фильмов в проворной настройке сериала". Майкл О’Салливан из Washington Post дал фильму полторы звезды из четырех, заявив: «Франшиза „Астрал“ после трех попыток изгнать своих настоящих демонов, похоже, все еще не может избавиться от того, что на самом деле преследует ее: призрак фильмов категории B прошлого». Питер Хауэлл из Toronto Star дал фильму две с половиной звезды из четырех, заявив: «Этот приквел к кричащему аду, снятый и написанный сценаристом и актером сериала Ли Уоннеллом, сумел удивить».
Керри Ленгель из The Arizona Republic поставила фильму три звезды из пяти, заявив: «Астрал 3 — это скорее пародия на классику, такую как »Изгоняющий дьявола", чем дань уважения. Это не страшный ужас, это глупый ужас, и зрители в шутку". Стивен Уитти из Newark Star-Ledger дал фильму две с половиной звезды, заявив: «Чтобы сделать хороший фильм ужасов, вам нужно больше, чем несколько внезапных звуков и пугающих потрясений. Это, по крайней мере, нормальный фильм ужасов». Джеймс Берардинелли из ReelViews дал фильму две с половиной звезды из четырех, заявив: «Говорят, что третий раз — это очарование. Не в случае с серии „Астрал“, это не так». Тим Роби из The Telegraph дал фильму четыре звезды из пяти, заявив: «Он справляется со всеми важными скримерами с ловкостью опытного сценического иллюзиониста, но именно удивительно искреннее эмоциональное ядро делает его лучшим выбором». Кэти Райф из AV Club поставила фильму четверку, заявив: «Мотив скорби проходит через всю третью часть, которая на удивление тематически богата для третьей части хоррор-франшизы. Этот эмоциональный подтекст сообщает сцены страха, которые в противном случае довольно сильно опираются на скримеры». Но, учитывая своих выдающихся предшественников, третий фильм не совсем оправдывает ожидания".

## Продолжение
В интервью Ли Уоннеллу был задан вопрос: «Если будет четвертый фильм „Астрал“, будет ли он продолжением третьего, то есть еще одним приквелом к оригиналу, или он продолжится в этой временной шкале или перейдет в совершенно новую временную шкалу?» Уоннелл заявил: «Я не знаю. Я еще не думал об этом. Но для целей этого интервью я скажу, что хотел бы исследовать время между этим фильмом и первым фильмом. Я думаю, у нас может быть много приключений. Так что я думаю, что там много места. Мы как бы представили Лин в этом конкретном фильме как добрую этого супергероя, так что было бы интересно исследовать это в других фильмах».
О съёмках фильма Астрал 4: Последний ключ было объявлено в мае 2016 года, премьера состоялась 20 октября 2017 года. Уоннелл вернется, чтобы написать сценарий, Блюм, Пели и Ван продюсируют, а Шэй сыграет свою роль Элизы Ренье, а Адам Робитель — режиссером. Фильм вышел в прокат 5 января 2018 года.